# Nikołaj Trubin
Nikołaj Siemionowicz Trubin (ur. 23 września 1931) – rosyjski prawnik.
Absolwent Swierdłowskiego Instytutu Prawa. Od 1953 do 1972 prokurator powiatowy w Komijskiej ASRR. Pracował również w prokuraturze Kraju Krasnojarskiego. Od 1976 do 1978 konsultant prokuratora generalnego Republiki Kuby. Od 1978 do 1987 zastępca prokuratora generalnego RFSRR (w 1990 prokurator generalny). Od 1990 do 1991 prokurator generalny ZSRR. Od lutego 1992 konsultant prawny „Rosagropromstoju”.